# آق‌قیراق‌لی
آق‌قیراق‌لی (به لاتین: Ağqıraqlı) منطقه‌ای مسکونی در جمهوری آذربایجان است که در شهرستان یولاخ واقع شده است.